# Sundus Abbas
Sundus Abbas (Irak) es una activista por los derechos de las mujeres. Como Directora Ejecutiva del Instituto de Liderazgo de la Mujer en Bagdad, ha trabajado para mejorar los derechos de las mujeres.
Abbas recibió capacitación como politóloga y ha trabajado para mejorar la participación de las mujeres iraquíes en sus partidos políticos, en el proceso de redacción y enmienda constitucional y en los esfuerzos de reconciliación nacional y resolución de conflictos. También ha escrito para los principales diarios de Irak sobre el tema de los derechos de las mujeres, y ha realizado conferencias de prensa para abordar temas de interés para las mujeres, así como clases de enseñanza sobre la toma de decisiones. Abbas también ha viajado por Oriente Medio para conferencias y seminarios de mujeres.
En 2007 recibió el Premio Internacional a las Mujeres de Coraje.